# Trachycarpus
Trachycarpus is de botanische naam van een geslacht van palmen uit Azië (onder meer China, Nepal, India, Thailand en Myanmar). De planten zijn tweehuizig: er zijn mannelijke en vrouwelijke planten. Heel zelden zijn de planten eenhuizig.
De bekendste soort is Trachycarpus fortunei, die zeer algemeen is aangeplant in Zuid-Zwitserland, Noord-Italië, Zuid-Frankrijk en Noord-Spanje. Het zijn niet-invasieve planten, die zich uitsluitend kunnen vermeerderen door zaadvorming. De zaden zijn niervormig en blauw/grijs van kleur, ongeveer een halve cm tot een cm groot. Deze soort is ook in de gematigde gebieden in Vlaanderen en Nederland winterhard.

## Andere soorten
- Trachycarpus takil
- Trachycarpus princeps
- Trachycarpus latisectus
- Trachycarpus martianus
- Trachycarpus geminisectus
- Trachycarpus oreophilus
- 'Trachycarpus nanus
- Trachycarpus ukhrulensis.

Trachycarpus wagnerianus wordt niet meer gezien als aparte soort maar als een variëteit van Trachycarpus fortunei.